# Natalie Zemon Davis
Pour les articles homonymes, voir Davis.
Natalie Zemon Davis, née le 8 novembre 1928 à Détroit dans le Michigan et morte le 21 octobre 2023 à Toronto (Ontario),, est une historienne américano-canadienne, docteure de l'université du Michigan (1959), spécialiste de l'histoire culturelle et sociale de la France et de l'époque moderne.

## Biographie
Natalie Zemon Davis, professeur émérite de l'université de Princeton et de l'Université de Toronto (Canada), enseigne dans de nombreuses universités et écoles telles l'université d'York, l'EHESS, l'université Yale, l'université de Californie à Berkeley, l'université d'Oxford. Elle préside la Société américaine d'histoire.
Après des études pionnières sur l'histoire populaire de la France du XVIe siècle, avec des travaux sur la société lyonnaise, elle devient la protagoniste d'une forme originale de micro-histoire, en privilégiant l'analyse culturelle à partir de dossiers de cas exceptionnels, fournissant une documentation habituellement inaccessible. Depuis le retour de Martin Guerre, soldat considéré comme mort par son village, jusqu'à Léon l'Africain, un voyageur musulman dans le monde chrétien de la Renaissance, elle donne aux « études de cas » une capacité à ouvrir des perspectives jusqu'alors difficiles d'accès.

## Distinctions et doctoratshonoris causa

### Prix
- 2000 : Prix Aby M. Warburg
- 2010 : Prix Holberg
- 2013 : National Humanities Medal remise par le président Obama[3].
- 2014 : Paul Oskar Kristeller Lifetime Achievement Award, Renaissance Society of America

### Doctoratshonoris causa
Natalie Zemon Davis est docteure honoris causa d'une vingtaine d'universités, dont :
- Université Lyon-II (1983)
- Université de Rochester (1986)
- Université George-Washington (1987)
- Université Columbia (1990)
- Colby College (1990)
- Université de Toronto (1991)
- Université de Pennsylvanie (1992)
- Université de Chicago (1992)
- Université du Massachusetts (1994)
- Université Harvard (1996)
- Université de Cambridge (1998)
- Université d'Édimbourg (1998)
- Université hébraïque de Jérusalem (2000)
- Université Toulouse-Jean-Jaurès (2009)
- Université Paris 1 Panthéon-Sorbonne (2018)

## Publications
- (en) Society and Culture in Early Modern France: Eight Essays, Stanford, Stanford University Press, 1975.
  - trad. française Marie Noëlle Bourguet, Paris, Aubier, 1977.
- (en) « Women's History in Transition: the European Case », Feminist Studies, vol. 3, no 3,‎ 1975, p. 83-103.
- (en) « Ghosts, Kin, and Progeny: Some Features of Family Life in Early Modern France », Daedalus, vol. 106, no 2,‎ 1977, p. 87-114.
- (en) « Gender and Genre: Women as Historical Writers, 1400-1820 », University of Ottawa Quarterly, vol. 50, no 1,‎ 1980, p. 123-144.
- (en) « Anthropology and History in the 1980s: the Possibilities of the Past », Journal of Interdisciplinary History, vol. 12, no 2,‎ 1981, p. 267-275.
- (en) « The Sacred and the Body Social in Sixteenth-century Lyon », Past and Present, vol. 90,‎ 1981, p. 40-70.
- (en) « Women in the Crafts in Sixteenth-century Lyon », Feminist Studies, vol. 8, no 1,‎ 1982, p. 47-80.
- (en) « Beyond the Market: Books as Gifts in Sixteenth-century France », Transactions of the Royal Historical Society, vol. 33,‎ 1983, p. 69-88.
- (en) The Return of Martin Guerre, Cambridge, Harvard University Press, 1983[4].
  - publié en français : Le retour de Martin Guerre, Tallandier, 2008, 284 p.
- (en) Frauen und Gesellschaft am Beginn der Neuzeit, Berlin, Wagenbach, 1986.
- (en) « Any Resemblance to Persons Living or Dead: Film and the Challenge of Authenticity », The Yale Review, vol. 76, no 4,‎ 1987, p. 457-482.
- (en) Fiction in the Archives : Pardon Tales and their Tellers in Sixteenth Century France, Stanford, Stanford University Press, 1987.
- (en) « Fame and Secrecy: Leon Modena's Life as an Early Modern Autobiography », History and Theory, vol. 27, no 4,‎ 1988, p. 103-118.
- (en) « History's Two Bodies », American Historical Review, vol. 93, no 1,‎ 1988, p. 1-13.
- (en) « On the Lame », American Historical Review, vol. 93, no 3,‎ 1988, p. 572-603.
- (en) Pour sauver sa vie. Les récits de pardon au XVIe siècle, Paris, éditions du Seuil, 1988, 283 p.[5]
- (en) « Rabelais among the Censors (1940s, 1540s) », Representations, vol. 32, no 1,‎ 1990, p. 1-32.
- (en) « The Shapes of Social History », Storia della Storiographia, vol. 17, no 1,‎ 1990, p. 28-32.
- (en) Gender in the academy : women and learning from Plato to Princeton : an exhibition celebrating the 20th anniversary of undergraduate coeducation at Princeton University, Princeton, Princeton University Library, 1990.
- (en) « Women and the World of Annales », History Workshop Journal, vol. 33,‎ 1992, p. 121-137.
- (en) Renaissance and Enlightenment Paradoxes  (coédité avec A. Farge), Cambridge, Belknap Press, 1993.
- (en) Women on the Margins: Three Seventeenth-century Lives, Cambridge, Harvard University Press, 1995.
- (en) A Life of Learning: Charles Homer Haskins Lecture for 1997, New York, American Council of Learned Societeis, 1997.
- (en) Remaking Imposters: From Martin Guerre to Sommersbuy, Egham, Royal Holloway Publications Unit, 1997.
- (en) « Beyond Evolution: Comparative History and its Goals », dans Swiat Historii, W. Wrzoska, Poznan, Instytut Historii, 1998, 149-158 p.
- (en) The Gift in Sixteenth-Century France, University of Wisconsin Press, 2000.
  - traduit en français Essai sur le don dans la France du XVIe siècle, Paris, Seuil, 2003[6].
- (en) Slaves on Screen: Film and Historical Vision, Cambridge, Harvard University Press, 2002.
- (en) Trickster Travels, New York, Hill & Wang (en), 2006.
- (en) Léon l'Africain : un voyageur entre deux mondes, Paris, Payot, 2014 (ISBN 222891150X).